# Osztornya
Osztornya (szlovákul Osturňa, németül Asthorn) község Szlovákiában, az Eperjesi kerület Késmárki járásában.

## Fekvése
Késmárktól 38 km-re északnyugatra, az Osztornya-patak széles völgyében 7 km hosszan fekvő gorál falu.

## Története
A települést 1313-ban említik először, első lakói a mai Kárpátalja területéről bevándorolt ruszinok voltak. Fejlődésnek azonban csak 1590 körül indult, amikor soltésza révén a vlach jog alapján ruszin pásztorokat telepítettek ide, a nedeci várhoz tartozó területre.
A 18. század végén Vályi András így ír róla: „OSZTURNYA. Oszturn. Szepes Várm. földes Ura B. Palocsay Uraság, lakosai katolikusok, fekszik Nagy Frankovának szomszédságában, mellynek filiája, legelője elég van, földgye majd hasonló Jurghoz.”
Fényes Elek 1851-ben kiadott geográfiai szótárában így ír a faluról: „Oszturnya, orosz falu, Szepes vmegyében, elszórva a Kárpát hegyei közt: 100 romai, 1709 gör. kath. lak. Gör. kath. parochia. Ut. p. Késmárk.”
A trianoni diktátumig Szepes vármegye Szepesófalui járásához tartozott.

## Népessége
| Év:            | 1994. | 2004.    | 2014.    | 2024.    |
| -------------- | ----- | -------- | -------- | -------- |
| Emberek száma: | 464   | 398      | 310      | 277      |
| Eltérés:       |       | -14,22 % | -22,11 % | -10,64 % |

| Év:            | 2023. | 2024.   |
| -------------- | ----- | ------- |
| Emberek száma: | 280   | 277     |
| Eltérés:       |       | -1,07 % |

1910-ben 1354, többségben ruszin lakosa volt, jelentős szlovák kisebbséggel.
2001-ben 398 lakosából 370 fő szlovák volt.
2011-ben 336 lakosából 319 fő szlovák.

## Nevezetességei
- Mihály arkangyalnak szentelt görögkatolikus temploma 1796-ban épült. 1937-ben és 1947-ben átépítették.
- A faluban sok eredeti népi épület látható.
- A falutól északra terül el a Nagy-Osztornyai Természetvédelmi Terület tavakkal, tőzegláppal, gazdag vízi növényzettel.